# The Fair Barbarian
The Fair Barbarian er en amerikansk stumfilm fra 1917 af Robert Thornby.

## Medvirkende
- Vivian Martin som Octavia Bassett.
- Clarence Geldert som Martin Bassett.
- Douglas MacLean som Jack Belasys.
- Jane Wolfe som Belinda Bassett.
- Josephine Crowell som Lady Theobald.